# Васильевское сельское поселение (Ивановская область)
Васи́льевское се́льское поселе́ние — муниципальное образование в Шуйском районе Ивановской области Российской Федерации.
Административный центр — село Васильевское.

## Географические данные
- Общая площадь: 13 115 га
- Расположение: северо-восточная часть Шуйского района
- Граничит:
  - на юго-западе — с городом Шуя
  - на юге — с Афанасьевским сельским поселением
  - на западе — с Перемиловским сельским поселением
  - на востоке  — с Палехским районом
  - на севере и северо-востоке — с Родниковским районом

## История
Образовано 25 февраля 2005 года, в соответствии с Законом Ивановской области N 52-ОЗ «О городском и сельских поселениях в Шуйском муниципальном районе».

## Население
| 2002  | 2010  | 2011  | 2012  | 2013  | 2014  | 2015  |
| ----- | ----- | ----- | ----- | ----- | ----- | ----- |
| 2818  | ↘2366 | ↘2364 | ↗2379 | ↗2422 | ↗2441 | ↘2425 |
| 2016  | 2017  | 2018  | 2019  | 2020  | 2021  |       |
| ↗2451 | ↘2437 | ↘2377 | ↘2365 | ↘2292 | ↘2199 |       |

## Состав сельского поселения
| №  | Населённый пункт    | Тип населённого пункта       | Население |
| -- | ------------------- | ---------------------------- | --------- |
| 1  | Авдеево             | деревня                      | ↘26       |
| 2  | Аистово             | деревня                      | ↘42       |
| 3  | Блудницыно          | деревня                      | ↘4        |
| 4  | Васильевское        | село, административный центр | ↗1110     |
| 5  | Вихрево             | деревня                      | ↘12       |
| 6  | Власьево            | деревня                      | ↘6        |
| 7  | Гришуково           | деревня                      | ↘0        |
| 8  | Жизнево             | деревня                      | ↘1        |
| 9  | Иванцево            | деревня                      | ↘118      |
| 10 | Кличево             | деревня                      | ↘3        |
| 11 | Крохино Новое       | деревня                      | ↘36       |
| 12 | Кузнецово           | село                         | ↘75       |
| 13 | Лазарево            | деревня                      | ↘13       |
| 14 | Летнево             | деревня                      | ↘0        |
| 15 | Липняги             | деревня                      | ↘0        |
| 16 | Литвинцево          | деревня                      | ↘29       |
| 17 | Ломы                | деревня                      | 0         |
| 18 | Меньщиково          | деревня                      | ↘37       |
| 19 | Михалево            | деревня                      | 108       |
| 20 | Михалково           | деревня                      | ↗252      |
| 21 | Мотово              | деревня                      | ↘6        |
| 22 | Никитинское         | деревня                      | ↘95       |
| 23 | Овинново            | деревня                      | ↘0        |
| 24 | Поречье             | деревня                      | ↘2        |
| 25 | Репино              | деревня                      | ↘3        |
| 26 | Середнево Большое   | деревня                      | ↘16       |
| 27 | Скоморохово         | деревня                      | ↘3        |
| 28 | Станки              | деревня                      | ↘0        |
| 29 | Уткино              | деревня                      | ↘0        |
| 30 | Чечкино-Богородское | село                         | ↘93       |
| 31 | Чижово              | деревня                      | ↗276      |

## Местное самоуправление
Администрация сельского поселения находится по адресу: 155926, Ивановская область, Шуйский район, с. Васильевское, ул. Советская, д.1. Глава администрации — Курилов Алексей Васильевич.